# Libuňka
Libuňka je levostranný přítok řeky Jizery, který protéká Jičínskou pahorkatinou na pomezí okresů Jičín a Semily. Délka toku činí 21,4 km. Plocha povodí měří 100,8 km². Velká část toku se nachází na území CHKO Český ráj.

## Průběh toku
Říčka pramení na západním úbočí vrchu Kozlov (606 m) v Ještědsko-kozákovském hřbetu zhruba 1,5 kilometru severovýchodně od obce Kněžnice a necelé 3 kilometry vsv. od Libuně v okrese Jičín. Pramenná oblast se nalézá v rámci přírodní památky Cidlinský hřeben. Nejprve teče jihozápadním směrem k obci Libuň, kde se stáčí více na západ směrem k Hrdoňovicím, pod nimiž se říčka postupně obrací na severozápad. Níže po proudu protéká obcí Ktová, pod níž zhruba na 11. říčním kilometru přijímá z pravé strany svůj nejvýznamnější přítok říčku Veselku, která přitéká od Rovenska pod Troskami. 
Na jezu pod Ktovou odbočuje kanál, kterým se převádí voda z Libuňky do říčky Jordánka napájející soustavu Podtroseckých rybníků. Přibližně 2½ km dlouhý úsek toku a břehů Libuňky mezi Ktovou a Borkem je chráněn coby přírodní památka Libuňka. Severozápadní směr si říčka ponechává až ke svému ústí v Turnově, kde se zleva vlévá do Jizery v nadmořské výšce 243 m.

### Větší přítoky
- levé – Javornice
- pravé – Boučnice, Újezdský potok, Veselka, Karlovický potok

### Další přítoky
Radvánovický potok

## Vodní režim
Průměrný průtok Libuňky u ústí činí 0,79 m³/s. Stoletá voda zde dosahuje 75 m³/s.